# Sekta
Sekta ili sljedba je svaka religiozna grupa koja ima vlastiti i svojstveni pogled na svijet, što proizlazi iz naučavanja jedne od glavnih religija svijeta, ali nije s njime identičan.
Izraz sekta (u teologiji) označava grupe koje su nastale odvajanjem od većinske religije. Takve grupe obično drugačije tumače glavne tvrdnje religije iz koje su proizašle.
Ernest Tröltsch kaže da je "Crkva obilježena objektivnim i postojanim, dok sljedba ima svoju jezgru u osobnom doživljaju obraćanja i vlastite odluke... Crkva svoje vjernike nosi, sljedba je od svojih vjernika nošena."
Kod naroda koji se služe romanskim jezicima prevladava pojam sljedba ili sekta, dok se u engleskom govornom području upotrebljava izraz kult. U našem ga se jeziku ipak ne valja miješati s pojmovima  sekta ili sljedba.